# Архимандрит Серафим (Кашић)
Серафим (световно име Шпиро Кашић; Житнић, код Дрниша, 2. април 1925 — Манастир Острог, 13. фебруар 1991) био је православни архимандрит и игуман Манастира Острога.

## Биографија
Архимандрит Серафим (Кашић) рођен је 2. априла 1925. године у селу Житнић код Дрниша. У марту 1939. године као 14-годишњи дјечак дошао је у Манастир Острог. У Острогу је проживео 52 године. У чин јеромонаха произведен је 1952. године. Цетињски митрополит Данило Дајковић произвео га је на Васиљевдан, 12. маја, 1967. године у чин игумана, и поставио га на положај настојатеља Манастира Острога. У чин архимандрита произведен је 1989. године Упокојио се 13. фебруара 1991. Сахрањен је на Сретење Господње, 15. фебруара, на омаленој земљишној парцели испод Горњег острошког манастира.